# Chromocryptus daphoenus
Chromocryptus daphoenus là một loài tò vò trong họ Ichneumonidae.